# Otto Kermbach
Otto Kermbach (* 29. März 1882 in Berlin; † 17. Juni 1960 ebenda), auch bekannt als Otto-Otto, war der Gründer und Leiter des Otto Kermbach Orchesters, das auf zahlreichen populären Veranstaltungen in Berlin besondere Bekanntheit erlangte.

## Leben
Seine musikalische Karriere begann Kermbach um die Jahrhundertwende. Zunächst Stabstrompeter, gründete er nach dem Ersten Weltkrieg sein zwölfköpfiges Orchester, das als eines der ersten Rundfunkorchester gilt und Jahrzehnte eine Größe im Berliner Unterhaltungsbetrieb war. Es bespielte unter anderem das Berliner Sechstagerennen, wo Kermbach 1923 Siegfried Translateurs Komposition Wiener Praterleben einführte, die seitdem auch als Sportpalastwalzer bekannt ist.
Mit Alexander Flessburg als Sänger nahm er in den 1920er und 1930er Jahren zahlreiche Platten bei den Marken Grammophon, Electrola und Gloria auf. Nach dem Kriege spielte er auch für das Telefunken-Label.
Am 14. August 1940 beantragte er die Aufnahme in die NSDAP und wurde zum 1. Oktober desselben Jahres aufgenommen (Mitgliedsnummer 8.185.288).
Kermbach komponierte auch selbst und moderierte später eine Hörfunksendung zum Alten Berliner Lied. Er hatte Schallplattenveröffentlichungen, unter anderem mit Joachim Krüger und den Travellers. In den 1950er Jahren veröffentlichte er mehrere Aufnahmen von Schlagern im Marsch-Rhythmus unter dem Pseudonym Der zackige Otto (Sein „Namens-Gegenstück“ war Der schräge Otto, Fritz Schulz-Reichel).
Kermbach war bis ins hohe Alter als Kapellmeister aktiv.

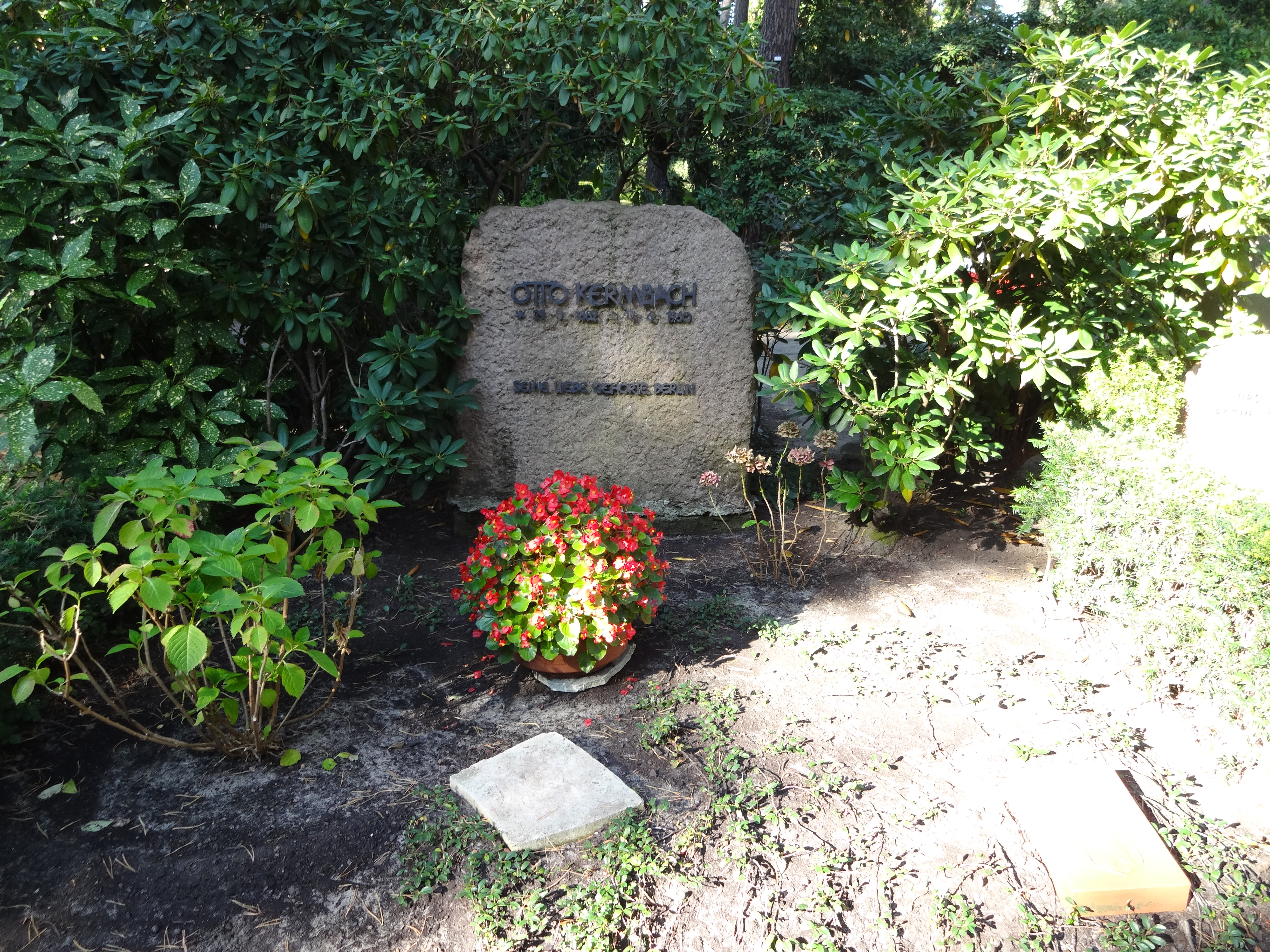
Grabstätte

Er ist auf dem Waldfriedhof Dahlem bestattet. Sein Grab ist als Ehrengrab der Stadt Berlin gewidmet.

## Ehrungen
- Bundesverdienstkreuz am Bande (18. März 1957)[4]

## Filmografie
- 1926: Eine tolle Nacht

## Diskographische Hinweise
- Denkst de denn, du Berliner Pflanze – Feuerwehr-Galopp (Marschpolka mit Rausschmeißer). Kapelle Kermbach. Refrain: Alexander Flessburg. Electrola[5]
- Olle Kamellen – Volkspotpourri 1./2. Teil (Arrangement: Otto Kermbach) Alexander Flessburg mit Chor, Orchester Otto Kermbach. Grammophon[6]
- Herr Schmidt, Herr Schmidt, was kriegt die Jule mit? Volkslied. Alexander Flessburg mit Chor, Orchester Otto Kermbach.[7]
- Licht aus, Messer raus! – Rheinländer (Musik: C. Urban – Text: Max Adam) Otto Kermbach mit seinem Orchester, Gesang: Alexander Flessburg. Gloria[8]
- Astra Rheinländer Potpourri (Franz Schmidt-Hagen) Otto Kermbach mit seinem großen Tanzorchester. Telefunken[9]